# Johanna Solano
Johanna Solano Lopez (sinh ngày 9 tháng 10 năm 1990) là một người dẫn chương trình truyền hình, người mẫu và thí sinh cuộc thi sắc đẹp Costa Rica, đại diện cho đất nước của cô tham gia cuộc thi Hoa hậu Hoàn vũ 2011 và được xếp hạng trong Top 10.

## Đầu đời
Solano sinh tại San José với song thân là Sergio Solano Serrano và Ileana Lopéz Araya. Cô là người thứ hai trong bốn người con. Cô thông thao tiếng Tây Ban Nha, tiếng Bồ Đào Nha và tiếng Anh, hiện đang nghiên cứu tâm lý học tại Đại học Hispanameric, nằm ở Heredia.

## Hoa hậu Mỹ Latinh 2009
Tổ chức Queens của Costa Rica quyết định gửi một thí sinh mới sau khi tham gia Cuộc thi Cà phê Quốc tế và được trao vương miện trong lần tổ chức thứ 23 của cuộc thi Hoa hậu Mỹ Latinh 2009 tại Punta Cana, Cộng hòa Dominica vào ngày 23 tháng 5.

### Hoa hậu Costa Rica 2011
Vào ngày 25 tháng 3 năm 2011, Solano được trao vương miện Hoa hậu Costa Rica 2011 trong một sự kiện được tổ chức tại National Auditorium Children ở San José. Chiến thắng này đã cho Johanna quyền đại diện cho Costa Rica tham gia cuộc thi Hoa hậu Hoàn vũ 2011.

### Hoa hậu Hoàn vũ 2011
Vào ngày 12 tháng 9 năm 2011 Johanna đại diện cho Costa Rica tham gia cuộc thi Hoa hậu Hoàn vũ 2011, được tổ chức tại Credicard Hall ở São Paulo, Brazil, ở cuộc thi này cô đã lọt vào Top 10. Đây là lần đầu đại diện của Costa Rica được xếp hạng kể từ năm 2004.

### Bước nhảy hoàn vũ Costa Rica 2018
Vào năm 2018 Johanna đã tham dự chương trình Bước nhảy hoàn vũ phiên bản Costa Rica và đã giành được ngôi vị quán quân, bạn nhảy khi đó của cô là vũ công Kevin Vera.